# Józef Zawisza
Józef Zawisza herbu Łabędź – wojewoda wendeński. Żył 72 lata.